# 모리타 고키
모리타 고키(일본어: 森田 晃樹, 2000년 8월 8일~)는 일본의 축구 선수이다.

## 구단 경력
그는 2019년 J2리그의 도쿄 베르디에 입단했다. 2023년 J2리그 3위를 기록하여 J1리그로 승격했다.